# Hyphantrophaga blanda
Hyphantrophaga blanda là một loài ruồi trong họ Tachinidae.